# Gołąbek białocytrynowy

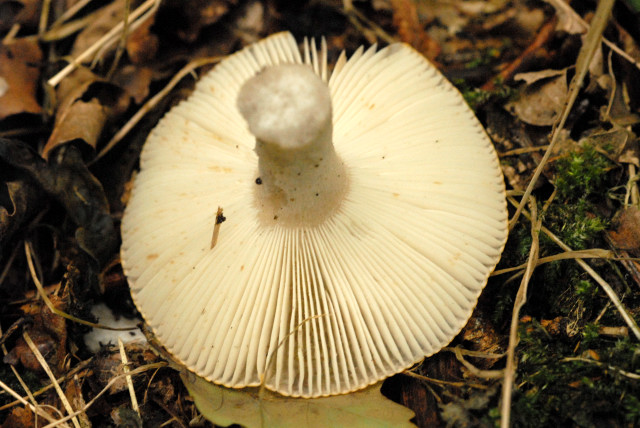

Gołąbek białocytrynowy (Russula raoultii Quél.) – gatunek grzybów należący do rodziny gołąbkowatych (Russulaceae).

## Systematyka i nazewnictwo
Pozycja w klasyfikacji według Index Fungorum: Russula, Russulaceae, Russulales, Incertae sedis, Agaricomycetes, Agaricomycotina, Basidiomycota, Fungi.
Po raz pierwszy opisali go w 1907 r. Lucien Quélet we Francji pod jodłami i nadana przez niego nazwa naukowa jest aktualna. Synonimy:
- Russula emetica f. raoultii (Quél.) Singer 1932
- Russula fragilis var. raoultii (Quél.) Jul. Schäff. 1940
- Russula ochroleuca var. raoultii (Quél.) Quél. 1888
- Russula raoultii var. meridionalis Bidaud, in Reumaux, Bidaud & Moënne-Loccoz 1996

W 1991 r. Alina Skirgiełło podała polską nazwę gołąbek Raula, w 2003 r. Władysław Wojewoda uznał ją za nieodpowiednią i zaproponował nazwę gołąbek białocytrynowy.

## Morfologia
Kapelusz
Średnica 2,8–6 cm, początkowo kulisty i dość mięsisty, potem szybko rozłożysty, bardzo kruchy, mniej lub bardziej nieregularny, ze środkiem mocno wklęsłym lub nawet w kształcie spodka. Brzeg zaokrąglony, tępy i często nieregularny, ale mocno falisty, mniej lub bardziej wyraźnie rowkowano- brodawkowaty. Powierzchnia zazwyczaj cytrynowożółta, ale blednąca od brzegu, a przy wilgotnej pogodzie może stać się całkiem blada, biaława, tylko na środku nieco ochrowa lub cyrtrynowa. Skórka dająca się oderwać daleko od brzegu, ale nie do środka, w stanie wilgotnym lepka, trochę szorstka, błyszcząca.
Blaszki
Średnio gęste lub rzadkie (np. w liczbie 4–7 na cm do 1 cm od brzegu), z dość licznymi blaszeczkami, nierozdwojone przy trzonie lub prawie nierozdwojone, z przodu zaokrąglone, przy trzonie wolne i niezaokrąglone, o szerokości 4- 7 mm szerokości, białe, później z lekkim kremowym refleksem. Krawędzie całe i jaśniejsze.
Trzon
Wysokość 3–4 cm, grubość 0,5–1,4 cm, dość mięsisty, cylindryczny, często jednak nieco rozszerzany pod blaszkami i czasem nieco pogrubiony lub zwężony u zakrzywionej podstawy, początkowo pełny, potem trochę pusty i watowaty, często z komorami. Powierzchnia biała, z tendencją do lekkiego szarzenia lub brązowienia, początkowo błyszcząco-satynowa, pod lupą delikatnie pomarszczona ze szklisto-szarawymi liniami kontrastujący z białym tłem.
Miąższ
Dość gruby, ale w kapeluszu kruchy, w trzonie raczej miękki, biały. Ma słaby, kwaśny zapach i wyraźnie cierpki smak. Z gwajakolem reaguje energicznie i szybko, formalina wyraźnie, ale powoli zabarwia miąższ i korę trzonu na różowo.
Wysyp zarodników
Biały.
Cechy mikroskopowe
Podstawki 30–60 × 6–11 µm. Bazydiospory 7–8,4 × 5,7–7 µm, o kształcie od szeroko jajowatego do niemal kulistego, pokryte brodawkami, połączonymi łącznikami, z nielicznymi grzebieniami, hilum widoczne. Cystydy wrzecionowate, 50–85 × 7–13 µm, w sulfowanilinie czerniejące. Dermatocystydy bez przegród. Pod skórką duże i liczne przewody mleczne, w miąższu bardzo duże sferocyty (o średnicy 40–50 µm).
Gatunki podobne
Bardzo podobny jest gołąbek słoneczny (Russula solaris), który także ma brodawkowato-siateczkowate zarodniki, ale ich wysyp jest kremowy, ponadto ma barwę raczej szarawą, niż żółtą.

## Występowanie i siedlisko
Występuje w Ameryce Północnej, Europie i Azji. Najwięcej stanowisk podano w Europie i jest tutaj szeroko rozprzestrzeniony. W Polsce do 2003 r. jedyne stanowisko podała Alina Skirgiełło w 1991 r., ale w późniejszych latach podano następne.
Naziemny grzyb mykoryzowy, występujący w lasach liściastych i mieszanych.